# Salix cantabrica
Salix cantabrica är en videväxtart som beskrevs av Karl Heinz Rechinger. Salix cantabrica ingår i släktet viden, och familjen videväxter. Inga underarter finns listade i Catalogue of Life.. Buske 1-3m. Endemisk för N. Spanien